# RISC OS
Ne doit pas être confondu avec RiscOS.
RISC OS est un système d'exploitation conçu par Acorn Computers à la fin des années 1980 pour ses ordinateurs Archimedes puis RISC PC.

## Historique

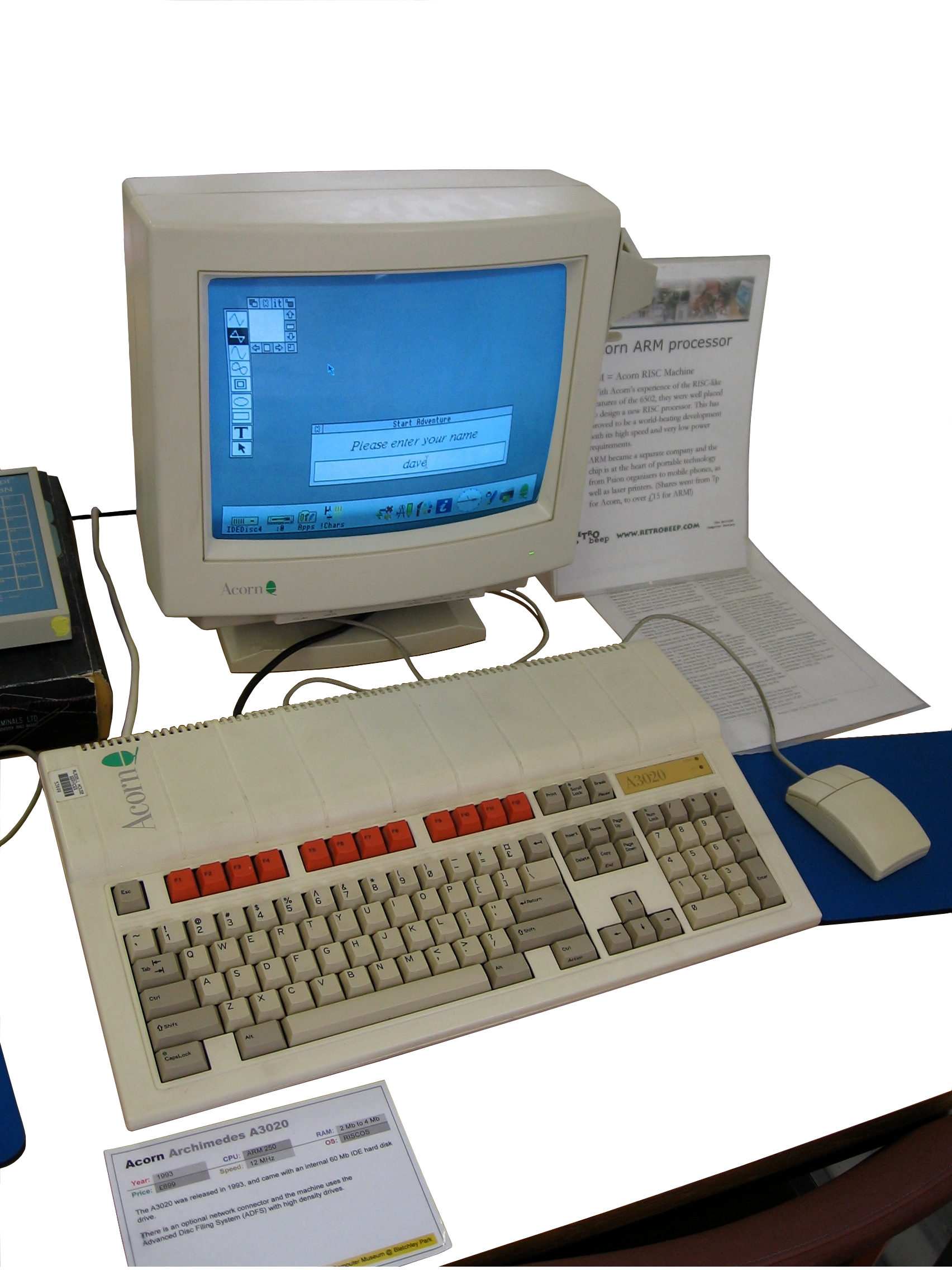
Un Acorn Archimedes A3020, micro-ordinateur produit par la société anglaise Acorn Computers et utilisant RISC OS comme système d'exploitation.

### Développement du système par Acorn
La première version de RISC OS sort en 1987 avec les premières machines de la gamme Acorn Archimedes sous le nom d'« Arthur OS 1.2 ». Le système « Arthur » a été développé dans un temps très court pour être disponible au lancement commercial de la gamme. Acorn le présente comme similaire à l'OS du BBC Micro, dont les Archimedes se veulent le successeur. Arthur est livré avec une interface graphique, l'Archimedes Desktop Manager, écrite en BBC Basic. 
En 1989, Acorn sort la première version du remplaçant d'Arthur, qui est la première à adopter le nom « RISC OS » (en version 2.0). Le mot « RISC » est l'acronyme de Reduced Instruction Set Computer qui désigne le processeur à jeu d'instructions réduit qui équipe les Archimedes. Le niveau système se caractérise par sa nature multitâche, et amène des outils avancés de gestion de tâches et de fichiers, et des améliorations dans l'affichage des icônes et fenêtres. 
La version suivante de RISC OS, RISC OS3, est également dédiée à une machine Archimedes voient la sortie d'une autre version de RISC OS, RISC OS3, déployée pour la première fois sur l'Archimedes A5000. Elle amène des améliorations dans le système multitâche (possibilité d'exécuter d'autres tâches pendant que l'ordinateur effectue des opérations sur des fichiers), le nombre de tâches et de fenêtres qui peuvent être ouvertes simultanément, le support des disques au format DOS, le chargement instantané d'utilitaires, logiciels et autres données de base grâce à leur stockage dans le système en ROM, la possibilité d'« iconiser » et de les épingler, la sauvegarde et restauration de sessions.

### Versions ultérieures
Il équipe également le Iyonix de Castle Technologies, et existe pour d'autres systèmes à base de processeurs ARM tels que le Raspberry Pi (Broadcom 2835, ARM1176JZF-S) ou la BeagleBoard, à base de  processeur AM335x cadencé à 1 GHz (Cortex-A8).
Après la disparition d'Acorn en 1998, le développement du système a été repris par les sociétés Pace et RISCOS Ltd, puis par Castle Technology Ltd pour son Iyonix.
Les versions actuellement développées sont les versions 6 (par RISCOS Ltd) et 5 (par RISC OS Open (en)) ; en octobre 2018, RISC OS Open annonce que le développement de RISC OS 5 se fera désormais sous la licence Apache 2.0, à compter de la version 5.26.

## Caractéristiques
Les principales caractéristiques de RISC OS sont :
- sa compacité (RISC OS 2.0 occupe 512 Ko, RISC OS 3.x 2 Mo) ;
- son interface graphique évoluée (multi fenêtrage, drag’n’drop, anticrénelage des polices, barre des tâches similaire à celle de Windows 95, créé 6 ans plus tard) ;
- le multitâche coopératif (multitâche préemptif pour les programmes n'utilisant pas l'interface graphique), avec une notion de priorité interne pour les évènements considérés plus importants ;
- l’intégration du langage BBC BASIC, intégrant un assembleur ;
- l’indépendance du système de fichiers. Celui livré en standard était ADFS (ADvanced File System) ;
- sa conception modulaire (similaire aux bibliothèques dynamiques).